# Тацуґо

Тацуґо (яп. 龍郷町, たつごうちょう, тацуґо тьо) — містечко в Японії, у південній частині префектури Каґосіма, північно-східній частині острова Амамі-Осіма з островів Рюкю.